# Сяр
Сяр или Сер (изписване до 1945 година: Сѣръ; на гръцки: Σέρρες, Серес, катаревуса: Σέρραι, Сере, на турски: Serez, Серез) е град в североизточната част на Егейска Македония, Гърция. Градът е център на дем Сяр, част от административната област Централна Македония, както и на Сярска и Нигритска епархия на Гръцката православна църква.

## География
Градът е разположен на река Серовица в плодородното Сярско поле на 24 километра североизточно от река Струма и на 69 километра от Солун в южното подножие на планината Шарлия (на гръцки: Βρόντος, Врондос).

## История
Според Йордан Н. Иванов името е от индоевропейския корен *ser-, тека (едната от двете реки на града се казва Серовица, сравнимо със Серава).

### Античност и Средновековие
Градът е основан от тракийското племе сириопеони, което пълководецът на персийския цар Дарий – Мегабаз преселил в края на 6 век пр. Хр. в Азия. Името му се свързва с името на неговите основатели. Споменава се от Херодот в 5 век пр. Хр. (Σῖρις), от Тит Ливий в 59 г. пр. Хр. (Σίρας) и от други по-късни антични автори.
В 808 г. хан Крум превзема Сяр. Градът е включен в границите на България. След възстановяването на Българската държава цар Асен I разгромява армията на Византия в известната Битка при Сяр (1195), и пленява нейния командващ севастократор Исаак. В 1205 г. Калоян след победата при Одрин нанася тук още едно тежко поражение на Латинската империя, завладява града и отново го включва в българската държавна територия. В XIV век града е превзет от войските на Стефан Душан през 1345 година, кралят решава да прогласи оттук създаването на Душановото царство и въвеждането на единни правила и норми за империята – издадения малко по-късно Душанов законник. След неговата смърт в годините 1355 – 1371 Сяр става център на т.нар. Сярско княжество, градът и княжеството са под върховната власт на царица Елена Българска.
На 19 септември 1383 година, след продължителна обсада и въпреки съпротивата, ръководена от митрополит Матей Факрасис, градът е превзет от османските турци, които събарят част от крепостните стени.

### В Османската империя
Между 1413 и 1622 година в Сироз функционира голяма османска монетарница, в която се секат златни султани и сребърни акчета. Последните златни монети са отсечени при султан Мурад III (1574 – 1595), а след това се секат само акчета.
На базата на личните имена в поменик в Кушнишкия манастир, в който са записани и жители на Сяр от началото на XVIII век, Стою Шишков и Йордан Попгеоргиев смятат, че по това време в града живеят и българи. Срещат се имена като Вулчио, Асанус, Вулку, Стану, Асанус, Стояни, Божи, Стойку, Иовани, Божа, Станку, Стояни, Мита, Стану, Мита и Вулчу.
В 1722 година в Сяр отваря врати училище, издържано от влашкия княз Николаос Маврокордатос. Училището затваря врати в 1730 година поради недостиг на средства, но отново е отворено в 1735 година от митрополит Гавриил Серски. В 1780 година отново затваря поради недостиг на пари. По-късно, в началото на XIX век по инициатива на митрополит Хрисант Серски (1811 – 1824) и на серските търговци на памук във Виена и Брашов в града отново е отворено гръцко училище. Първоначално училището е в митрополията, после в специална сграда, която изгаря в 1849 и е възстановена в 1850 година.
През XIX век Сяр е център на санджак в рамките на Солунския вилает. В 1806 година английският учен и дипломат Уилям Лийк пише за Сяр, че населението му е 15 000 турци, 5000 гърци и българи и няколко еврейски семейства. След 1821 година в Сяр се заселват много гърци от Халкидика.
Гръцкият просвещенец Атанасиос Псалидас пише в своята „География“ (1818 – 1822):
| „ | Серас е на север от Салоники, многолюден и търговски град, тъй като всичкият памук и от неговите околности се изпраща оттук в Германия. Учението липсва изцяло в него. Населен е от българи, турци, малко гърци и власи от Восхополис. | “ |

В 1831 година френският консул в Солун Еспри-Мари Кузинери пише:
| „ | Старата част на града се казва Варош... В Сяр тази махала е заселена с гърци, българи и няколко еврейски семейства | “ |

През 1845 година руският славист Виктор Григорович посещава града и в 1848 година в „Очерк путешествия по Европейской Турции“ оставя интересни пътни бележки за него:
| „ | Обширен и многолюден град, Сяр е пръв след Солун в търговско отношение... Жителите на града са турци, българи, македоно-власи и гърци. Последните два елемента видимо надвишават българския. | “ |

През Възраждането Сяр се утвърждава като важен търговски център. В продължение на 40 дни ежегодно тук се провежда прочутият Серски панаир, наричан още Керван панаир, поради стичането на множество кервани с разнородна стока.
На 1 февруари 1872 година Серският гръцки силогос открива в Сяр педагогическо училище.
Александър Синве („Les Grecs de l’Empire Ottoman. Etude Statistique et Ethnographique“), който се основава на гръцки данни, в 1878 година пише, че в Серес (Sérès) живеят 4000 гърци. Според „Етнография на вилаетите Адрианопол, Монастир и Салоника“ в 1873 година в Серес (Seres) има 3743 домакинства – 3500 мюсюлмани, 4900 българи и 3600 гърци. В 1880 година в Сяр е открито българско реално училище.
В средата на XIX век по лично настояване на Илия Гарашанин, сръбското правителство изпраща тук на разузнавателно-проучвателна мисия Стефан Веркович, който живее в града повече от 20 години и в 1889 година („Топографическо-этнографическій очеркъ Македоніи“) пише за Сяр:
| „ | Населението на град Серес се състои от много народности: турци, българи, гърци, куцовласи, огърчени българи, евреи, цигани. В селищата на каазата живеят българи, гърци, турци и малък брой куцовласи, черкези и цигани. | “ |

В същата книга Веркович отбелязва, че Сяр има 863 български, 506 гръцки, 1285 турски и 806 еврейски къщи.

### Възраждане на българщината
Първото българско училище в Сяр е открито в 1872 година от старозагореца Стефан Салгънджиев, изпратен от Македонската дружина.  В изключително трудна обстановка с подкрепата на солунския валия Мехмед Акиф паша Арнавуд и с помощта на Илия Касъров от Копривщица и Златан Миленков от Христос успява да разкрие училище в къщата на Хаджи Аргир в Горна Каменица. В града се създава българска община, в която членуват и хора от околните села. На Тодоровден 1873 година в Сяр се свиква „български събор“ на който присъстват над 500 делегати от Сярска епархия. Присъстващите дискутират въпроса за покупка на имот в града с цел изграждането на българска църква и училище. По време на събора е отслужен е водосвет от йеромонах Теодосий Гологанов и е поизнесена родолюбива реч от Дядо Цвятко. На 11 май 1873 година българите в Сяр за първи път отбелязват празника на Св. св. Кирил и Методий с водосвет в училището. Речите на учителя и свещеника, насърчават местните българи да започнат събирането на средства за собствен храм. На 29 юни 1873 година в града за първи път се провежда годишен изпит в българското училище. На изпита присъства Стефан Веркович, който задоволен от отговорите на учениците им подарява по един екземпляр от сборника „Народни песни на македонските българи“. В 1874 година Салгънджиев мести училището във Вароша – в къщата на един от най-ревностните серски българи Константин Говедаров в махалата Чай Бойнунда. След още една година, поради липса на средства, отново го мести в къщата на Златан Миленков в махалата Клокотница. След напускането на Салгънджиев, учителства неговият ученик от Радовиш Христо Урумов. През април 1878 година местната власт по внушение на гръцкия митрополит Григорий затваря училището.
През 1875 година българската община открива и български параклис „Свети Иван Рилски“ в махалата Долна Каменица в къщата на Илия Забитов с помощта на серския мютесариф Хайдар паша и валията Мехмед Акиф паша Арнавуд. В параклиса служат свещениците Георги Петров и Ангел Константинов от Зарово, Иван Маджаров от Негован, който свещенодействал три години, а на четвъртата параклисът е затворен.
Българско училище е отворено в 1881 година от Петър Сарафов и помощника му Димитър Мавродиев. В 1883/1884 година към тях се присъединява и Иван Бухлев от Горно Броди и те заедно с председателя на общината архимандрит Харитон Карпузов успяват да отворят и пансион към училището. Училището има голям успех. Отворено е и женско училище с учителки Анастасия Русева от Шумен и Анета К. Апостолова от Сяр. В 1885 година обаче Сарафов и Карпузов са арестувани и заточени и на тяхно място учители остават Марко Маламишев, Гърнев и поп Андон Джустов. В 1886/1887 година училището става трикласно с учители П. Мавродиев, Лазар Тодев от Банско, заместен от Тома Левов от Айватово и Иван Попгеоргиев от Владово. Учителки са Добра Великова от Шумен и Анета Апостолова. Председател на общината след архимандрит Харитон става поп Георги Кърчовски. В 1888/1889 година училището става четирикласно и се открива редовен пансион. През учебната 1895/1896 година Българската екзархия го обявява за педагогическо. По този начин се поставят основите на известното Сярско педагогическо училище, което до 1913 година е основен учебен център на българите в Източна Македония.
„Запознахъ се съ директора на гръцката гимназия Папа Ергю, слѣдвалъ въ Германия, а сѫщо и съ другитѣ учители. Всичкитѣ говоряха добрѣ нѣмския езикъ и, съ изключение на едного, другитѣ бѣха аромѫне. Отъ тѣхъ се научихъ, че нѣщо 2 – 3,000 души отъ жителитѣ на Сересъ сѫ отъ аромѫнско потекло, между които и най-богатитѣ фамилии, като: Тегочикъ, Дуро, Контосъ, Кара Мичу и пр.; но всичкитѣ принадлѣжатъ на гръцката партия, а пъкъ младото поколѣние не знае вече и майчиния си езикъ. Тѣзи хора сѫ надошли тука отъ аромѫнскитѣ села изъ Пиндъ и Олимпъ и ако се запитатъ кога сѫ дошли тука, тѣ отговарятъ, че въ врѣмето на Али паша. Градътъ брои повече отъ 20,000 души жители, отъ които 11,000 турци, 6,000 гърци (между които много сѫ ногърчени българи), 2,500 аромѫне, 1,500 евреи и 3,000 българе.
Една частъ отъ българетѣ се числятъ къмъ гръцката партня, но чрѣзъ уредената гимназия и голѣмата дѣятелность на пропагандата, българската национална партия се е усилила значително. Гърцитѣ сѫ се усигорили съ подърѫката на турското правителство както тука, тъй и въ Мелникъ, дѣто освѣнъ нѣколко дузини гръцки фамилии, които се занимаватъ съ търговия, населението е чисто българско. Единъ мой познатъ учитель въ солунската българска гимназия, г-нъ Кѫнчевъ, е искалъ да прѣпѫтува тази мѣстность, но по интригата на гръцкия владика въ Мелникъ е билъ запрѣнъ и стоялъ въ затвора цѣли 14 дни, додѣто неговитѣ приятели въ Солунъ издѣйствували пущанието му.
Ако единъ български учитель посѣти нѣкое село, дѣто има гръцка партия, то той трѣбва да знае, че сигорно ще отиде въ затвора. Колко е възмутителенъ случая съ виенския ученъ Облакъ, който, съ цѣль да изучи езика, отишелъ билъ съ познати хора отъ Солунъ въ едно българско село, близо до Солунъ, дѣто биле веднага хванати и откарани въ затвора. Той, като австрийски поданникъ, билъ пуснатъ скоро на свобода, но другитѣ лежяли дълго врѣме въ затвора и най-послѣ биле изпратени на заточение.
Селенитѣ се мѫчатъ по единъ нечуванъ начинъ отъ гръцката партия. Чрѣзъ затваряне, бой и заточаване на влиятелнитѣ българе гледатъ да сплашатъ другитѣ; но получаватъ тѣкмо противното на туй, което се стрѣмятъ. Село слѣдъ село се изкубватъ отъ гръцкото влияние и неодържимо изпъква българизма, като се разширява отъ сѣверъ. Националното съзнание се пробужда и отъ послѣдователнитѣ и търпѣливи селени, които толкова дълго врѣме сѫ се водили и скубали отъ гръцкитѣ владици, се явяватъ упорити и съзнателни противници, които се застѫпатъ съ въодушевление за народното дѣло. Жаждата на владицитѣ за забогатяване ги е карала да събиратъ съ най-голѣма строгость владиштината си, която е била узаконена, и тази именно суровость отъ гръцка страна е помогвала повече, отъ колкото самата българска пропаганда, за да стане таквозъ промѣнение въ отношенията. И ако сега гърцитѣ се плачатъ, че отъ день на день Македония се изплъзва изъ рѫцѣтѣ имъ, ако тѣ сега правятъ напразни усилия, за да възвърнатъ прониквающето и неудържимо движение, то тѣ длъжатъ това на първо мѣсто на безсрамнитѣ постѫпки на владицитѣ си.
Ако да не е страхътъ на селенитѣ отъ турскитѣ чиновници, които заплашватъ много повече българетѣ, отколкото гърцитѣ и вслѣдствие на това работятъ въ съдружие, промѣнението отдавна би станало и то много по-скоро. Българетѣ сѫ постѫпили по-разумно, като сѫ отмахнали владиштината. Екзархътъ получава тѣзи пари, които прѣди сѫ биле разхвърлени за владицитѣ, отъ княжеството, и тази сума възлиза на 400,000 лева, която сума е по-малка отъ половината на онази, която гърцитѣ харчатъ за Македония.“
Според Васил Кънчов („Македония. Етнография и статистика“) към 1900 година Сяр има 28 100 жители, от които 11 500 турци, 11 000 гърци, 2500 евреи, 2200 българи, 500 цигани и 400 черкези.
В първото десетилетие на XX век по-голямата част от българското население на Сяр е в лоното на Цариградската патриаршия. По данни на секретаря на Българската екзархия Димитър Мишев („La Macédoine et sa Population Chrétienne“) в 1905 година християнското население на града се състои от 360 българи екзархисти, 2000 българи патриаршисти, 128 българи протестанти, 5105 гърци, 1380 власи, 12 албанци и 318 цигани. В града действат 2 прогимназиални и 2 начални български, 2 прогимназиални и 6 начални гръцки и 1 начално влашко училище.
В града през 1912 година е открита българска болница със завеждащ болницата специалист руснака д-р Клугман и помощник и ординатор д-р Комаров. При избухването на Балканската война в 1912 година 21 души от Сяр са доброволци в Македоно-одринското опълчение. В града се установява българска военно-административна власт с комендант Георги Занков.
По време на Балканската война Сяр е освободен на 24 октомври 1912 година от четата на Георги Занков, която е в авангарда на Родопския отряд командван от ген. Георги Тодоров, който заема града на 6 ноември. В Сяр е съставен смесен българо-гръцки общински съвет и полиция.

### В Гърция
През юни 1913 година по време на Междусъюзническата война Сяр е окупиран от гръцката армия и след Букурещкия договор е включен в рамките на Гърция. Гръцките войски разграбват българските училища, църкви и болници, а 250 българи войници, чиновници, учители, адвокати и свещеници са зверски изклани в сградата на Сярската българска девическа гимназия.

### В България
През август 1916 година Втора българска армия в настъплението си към Солун прогонва гръцките войски и българското управление в Сяр е възстановено. След Ньойския договор градът е включен в територията на Гърция.
По време на Втората световна война от 1941 до 1944 година градът пак е в границите на Царство България и е един от важните центрове на Беломорската област.

### Отново в Гърция
След края на Втората световна война Сяр отново попада в Гърция.
| Име                       | Име               | Ново име       | Ново име       | Описание |
| ------------------------- | ----------------- | -------------- | -------------- | --- |
| Кабус Партаси             | Καμπούς Παρτασί   | Фовистра       | Φοβίστρα       | местност на ЮЮЗ от Сяр                                                                                         |
| Ова Чешмеси или Ова Чешме | Όβά Τσεσμές       | Врисес         | Βρύσες         | поле на ЮЗ от Сяр, Ю от предградието Арабаджийска махала (Омония), днес Сярската писта                         |
| Велика бунар              | Βελίκα Μπουνάρι   | Каливия        | Καλύβια        | местност на ЮЮЗ от Сяр                                                                                         |
| Алибейкьой                | Άλιμπέ Κιουγιού   | Гифтика        | Γύφτικα        | бивш малък чифлик на 3 km ЮИ от Сяр                                                                            |
| Манда Куюрасу             | Μαντά Κουγιουρσού | Валтос         | Βάλτος         | местност ЮЮИ от Сяр                                                                                            |
| Хасаново блато            | Χασάν Βάλτα       | Пигадия        | Πηγάδια        | бивше блато на З от Сяр                                                                                        |
| Картал тепе               | Καρτάλ Τεπέ       | Металия        | Μεταλλεία      | възвишение в Шарлия на СЗ от Сяр и на И от Каваклия, от турското kartal, „орел“                                |
| Кир Кавакия               | Κίρ Καβάκια       | Левкес         | Λεύκες         | местност в Шарлия на СЗ от Сяр                                                                                 |
| Бобал                     | Μπόμπαλι          | Пигула         | Πηγούλα        | местност на З от Сяр и на Ю от Агиос Йоанис                                                                    |
| Йешил тепе или Ишиль тепе | Γεσίλ Τεπέ        | Прасини Корифи | Πράσινη Κορυφή | възвишение в Шарлия на С от Сяр (306 m); името може би е декомпозирано от шилест, тоест „остър“ и протеза на и |
| Кур тепе                  | Κούρ Λόφος        | Лудудокорфи    | Λουδουδοκορφή  | възвишение в Шарлия на СИ от Сяр (274 m)                                                                       |

## Спорт

### Футбол
Сяр има футболен отбор – „Пансераикос“, който в сезон 2006 – 2007 се състезава в гръцката втора дивизия. „Пансераикос“ е основан в 1964 година при сливането на клубовете „Ираклис“ (Херкулес) и „Аполонас“ (Аполон).

## Музеи
В Сяр функционират няколко музея. В 1979 година отваря врати Каракачанският, а в 2008 година Влашкият етнографски музей. Освен тях в града има археологически и църковен музей, както и Хадзилиевият частен фолклорен и етнографски музей.

## Забележителности
В Сяр има редица запазени паметници на културата, сред които са Дорфаневата къща, Мандзеревата къща, Йоанидевите складове и други. Сред основните забележителности на града са средновековният Серски акведукт и Серският безистен от османско време.

## Побратимени градове
Сяр е побратимен град или партньор с:
- Благоевград, България
- Велико Търново, България
- Петрич, България[58]

## Брой на населението
| Година | Население | Промяна          |
| ------ | --------- | ---------------- |
| 1981   | 46 317    | —                |
| 1991   | 49 830    | + 3513 (+7,58%)  |
| 2001   | 56 145    | + 6315 (+12,67%) |